# Transport kolejowy w Gruzji
Transport kolejowy w Gruzji – sieć połączeń kolejowych w Gruzji istniejąca od 1872 roku.

Mapa sieci połączeń kolejowej w Gruzji

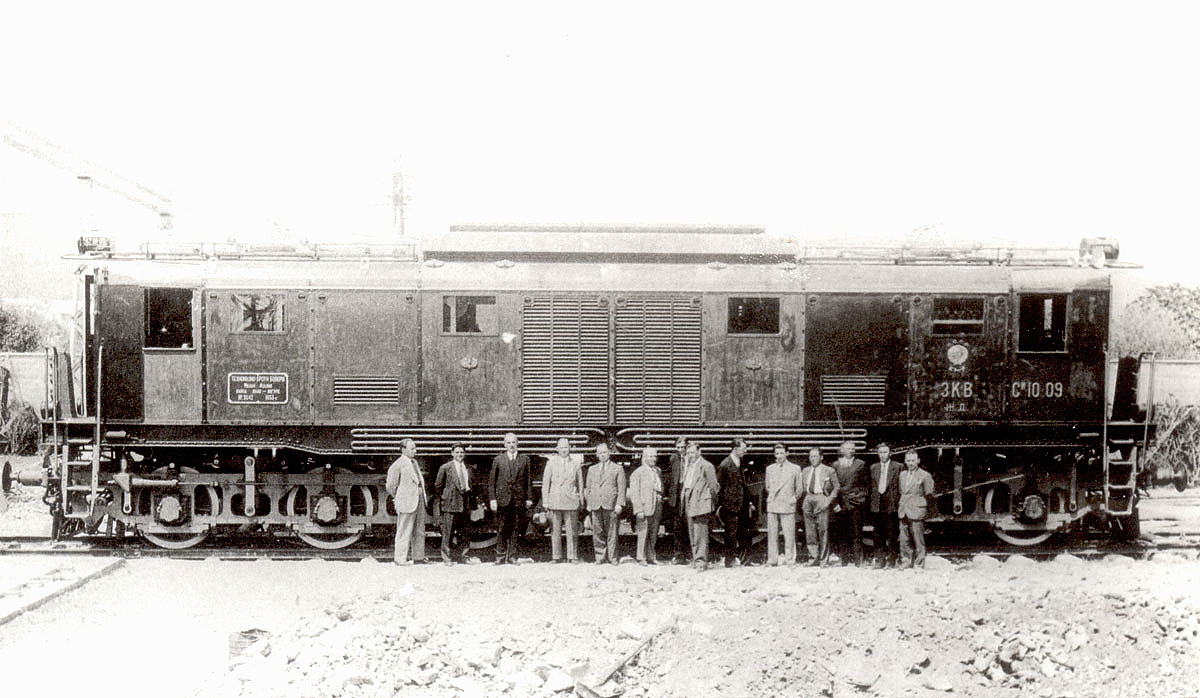
Pociąg w 1932 w Chaszuri

## Georgian Railway

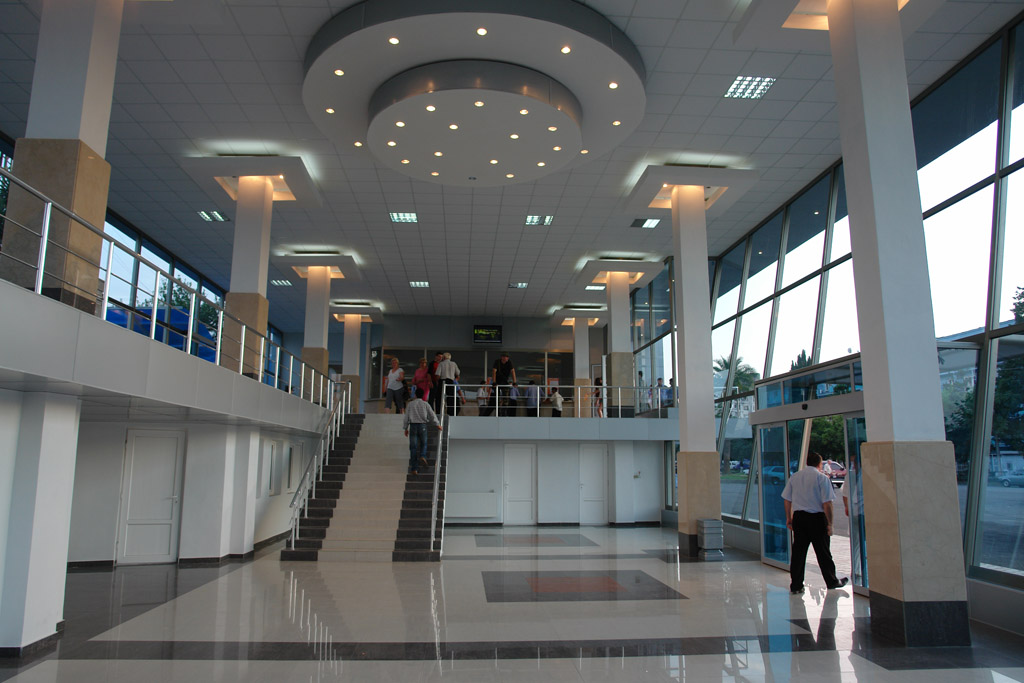
Dworzec w Kobuleti, 2006

Georgian Railway to gruziński przewoźnik kolejowy, który obsługuje krajowe trasy regionalne i dalekobieżne oraz połączenie międzynarodowe Tbilisi-Erywań. Jest to największy pracodawca kraju – ma 12 tysięcy pracowników. Przewoźnik ten obsługuje 20 połączeń do takich miast jak np. Tbilisi, Ozurgeti, Kutaisi, Batumi, Poti, Zugdidi, Gori, Rustawi.

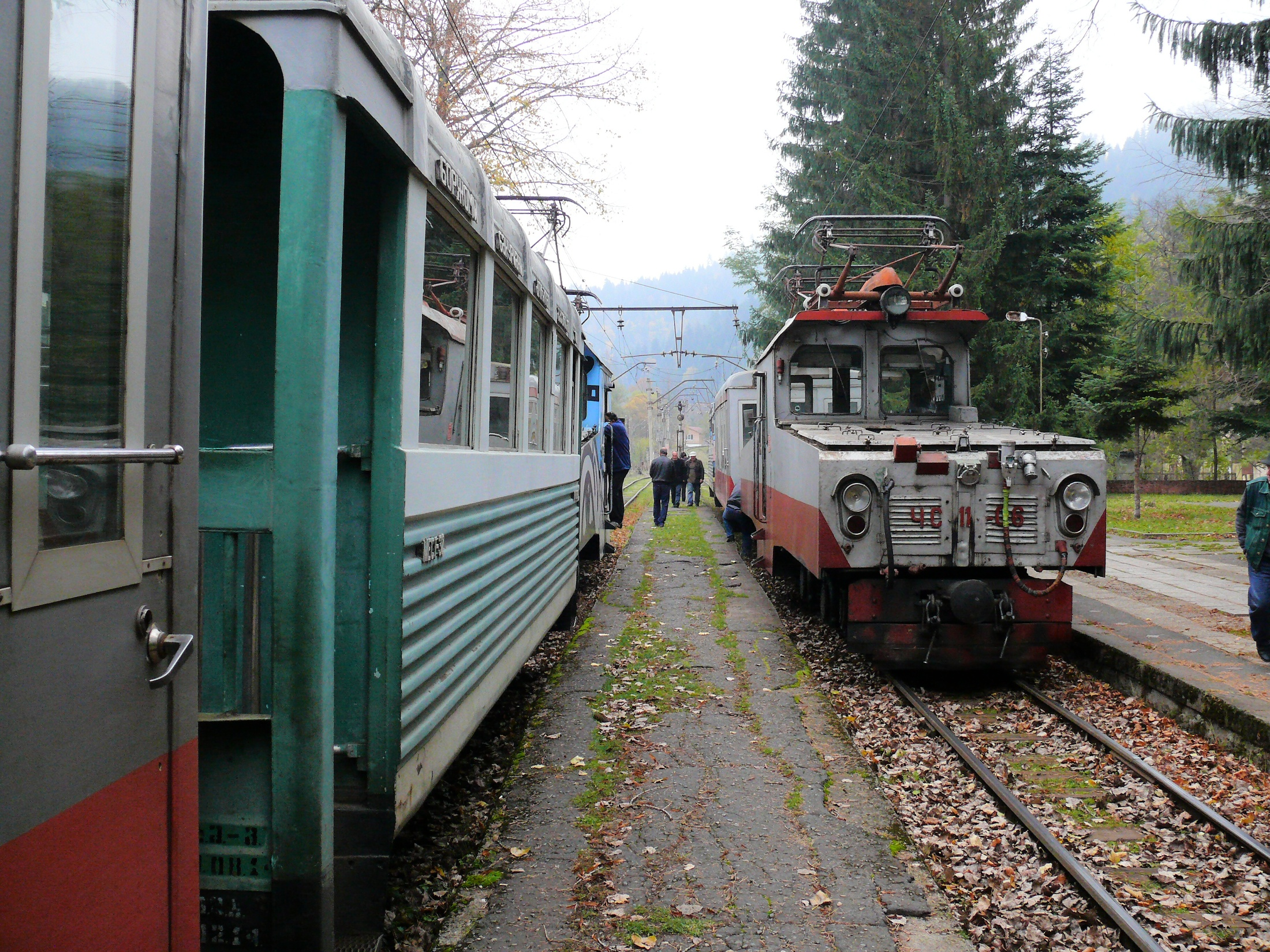
Stacja Cageri na trasie linii kolejowej Bordżomi-Bakuriani

## Kolej wąskotorowa

### Kolej wąskotorowa Bordżomi – Chaszuri[4]
Carskie władze w 1894 r. podjęły decyzję o budowie kolei z Chaszuri do Bordżomi – uzdrowiska.
W 1897 r. rozpoczęto budowę kolei wąskotorowej z Bordżomi do Bakuriani. 5 lat później pierwszy pociąg „Kukuszki” pokonał całą trasę. Do 1967 r. ruch prowadzono trakcją parową. W związku z elektryfikacją szlaku, pracę przejęły wtedy lokomotywy elektryczne. Pociągi do Bakuriani nie rozpędzają się do prędkości większej niż 20 km/h. Kolej wąskotorowa ma rozstaw toru 900 mm. Zelektryfikowano ją prądem stałym o napięciu 1500 V. W styczniu 2022 kolej nie działała.

## Kolej linowo-terenowa[3]

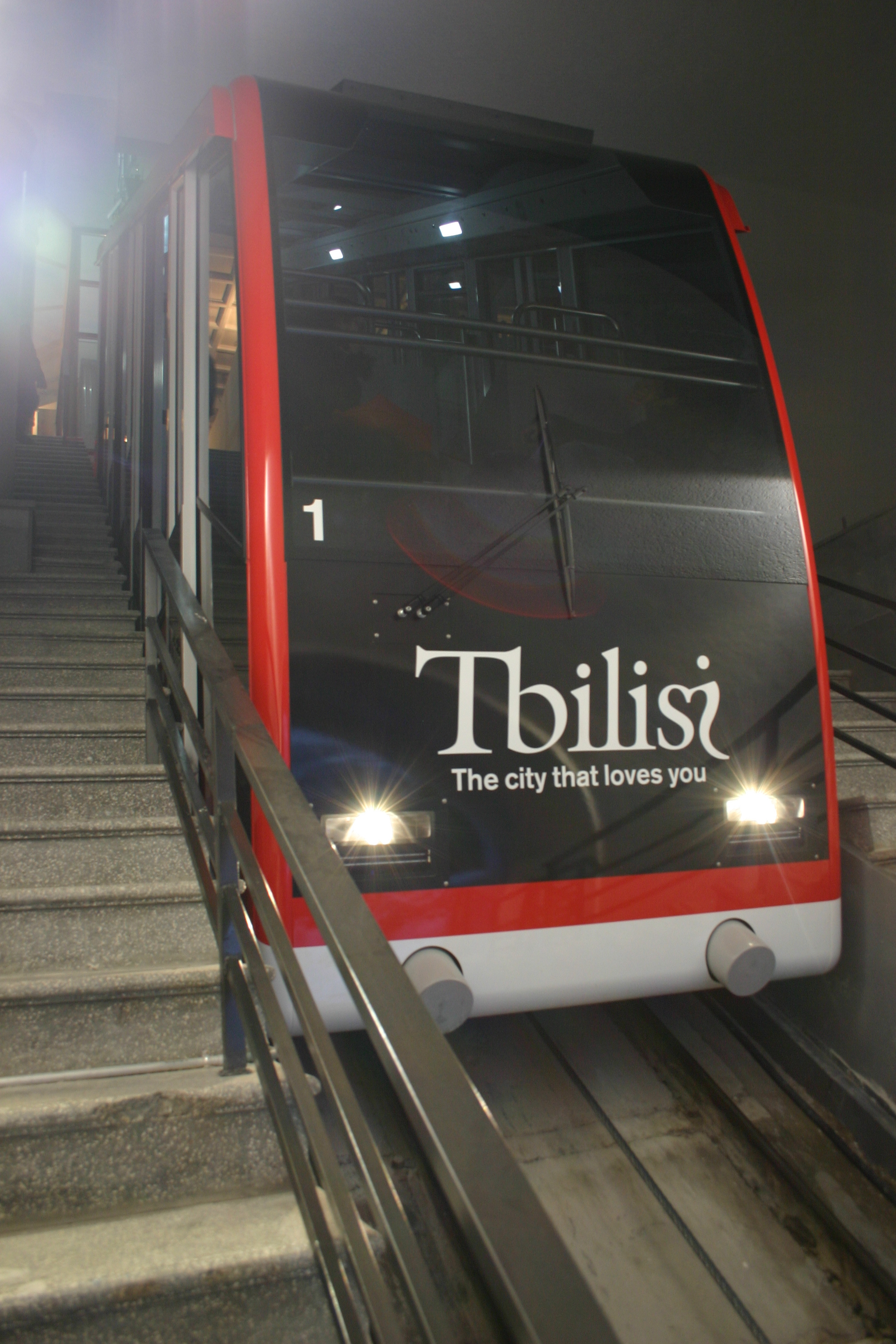
Pociąg na stacji dolnej

Kolej linowo-terenowa prowadząca na wzgórze Mtatsminda została oddana do użytku 27 marca 1905 roku, po trzech latach prac budowlanych i miała ułatwić dojazd na niezagospodarowane i niezamieszkane wtedy wzgórze nad stolicą. Właścicielem i pomysłodawcą jej powstania był bogaty belgijski inżynier. Wagonik przewoził wtedy 50 osób, a przejazd trwał 6 minut. Jak podają źródła, pierwsi pasażerowie bali się jechać kolejką i trzeba było im zapłacić, aby odważyli się odbyć przejazd na wzgórze i z powrotem.

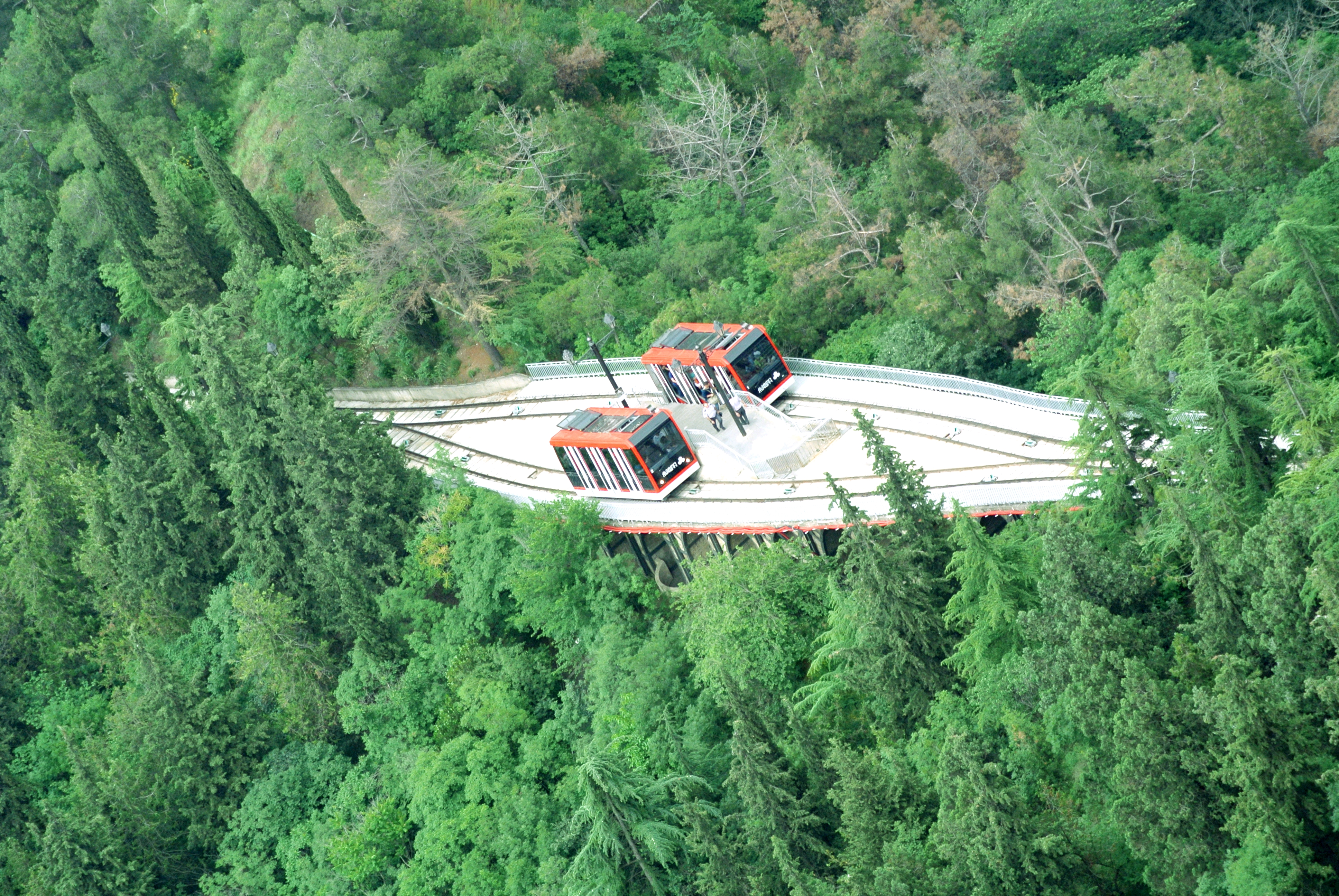
Mijanka kolei linowo-terenowej w Tbilisi

W 1921 roku Bolszewicy zajęli terytorium dzisiejszej Gruzji i kolejka przeszła w ręce państwowe. W latach 1936–1938 przeszła remont; drugi remont miał miejsce w 1968–1969. Przez dziesięciolecia kolej działała bez większych kłopotów. 21 czerwca 2000 roku doszło do wypadku – przerwany został kabel kolejki i runęła ona w dół. Na szczęście nie było ofiar śmiertelnych, lekkie obrażenia odniosło 20 turystów. Po wypadku kolej przeszła remont generalny. Z powodu kryzysu finansowego oraz wojny z Rosją o Osetię Południową nie było pieniędzy na jego zakończenie i prace przedłużały się o kolejne lata. 30 stycznia 2013 roku kolej została ponownie otwarta po gruntownym remoncie – wyremontowano stację, tory, zakupiono nowy tabor.
Trasa kolei linowo-terenowej w Tbilisi ma długość około 500 metrów, a nachylenie to aż 65%.

## Koleje linowe

### Koleje linowe w Tbilisi
Dawniej w Tbilisi istniało sześć systemów kolei linowych, obecnie działają trzy. Tbilisi Transport Company zarządza trzema kolejami liniowymi na terenie stolicy Gruzji.

#### Kolej linowa na twierdzę Narikala[3]
Jest to kolej linowa w Tbilisi łącząca Skwer Europejski z twierdzą Narikala. Przez długi czas była nieczynna, ponieważ 1 czerwca 1990 roku dwa wagoniki spadły z wysokości 20 metrów – 15 osób zmarło, a 45 zostało rannych. Ponownie otwarto ją ponownie dopiero 23 czerwca 2012 roku. Wagony są nowoczesne, klimatyzowane, a przejazd pomiędzy dolną a górną stacją trwa zaledwie 2 minuty. Z twierdzy Narikala i okolic rozpościera się panorama Tbilisi.

#### Kolej linowa nad Jezioro Żółwie[3]
Jest to kolej linowa oddana do użytku w trzecim kwartale 2016 roku po remoncie generalnym. Kolej przewozi pasażerów nad małe jezioro na szczycie wzgórza na przedmieściach Tbilisi. Czas przejazdu wynosi 5–6 minut. Długość linii to około 1140 metrów. Wybudowana w 2. poł. XX w. kolej była nieczynna od 2009 roku z powodów technicznych i finansowych, jej otwarcie ma ułatwić mieszkańcom i turystom dotarcie nad Jezioro Żółwie w czasie upałów.

#### Kolej linowa Uniwersytet – Bagebi[5]
Kolej linowa, łącząca uniwersytet w Tbilisi z akademikami po drugiej stronie doliny, została otwarta w 1982 r. w oparciu o projekt lokalnych jednostek projektowych, które wykonały dokumentację dla wielu kolei linowych na terenie Gruzji. W 2007 r. kolej została wstrzymana, ale w ostatnich latach wykonano jej remont, co pozwoliło na jej ponowne otwarcie dla pasażerów od 19 kwietnia.
Długość kolei to 320 m. Stacja Uniwersytet mieści się na wysokości 547,2 m, a Bagebi – 557 m. Szerokość (skrajnia) całej trasy to 5 m. Średnica liny nośnej to 51 mm, a napędowej – 16,5 mm. Przeciwwaga dla liny nośnej to 55 t, a napędowej – 4,5 t.

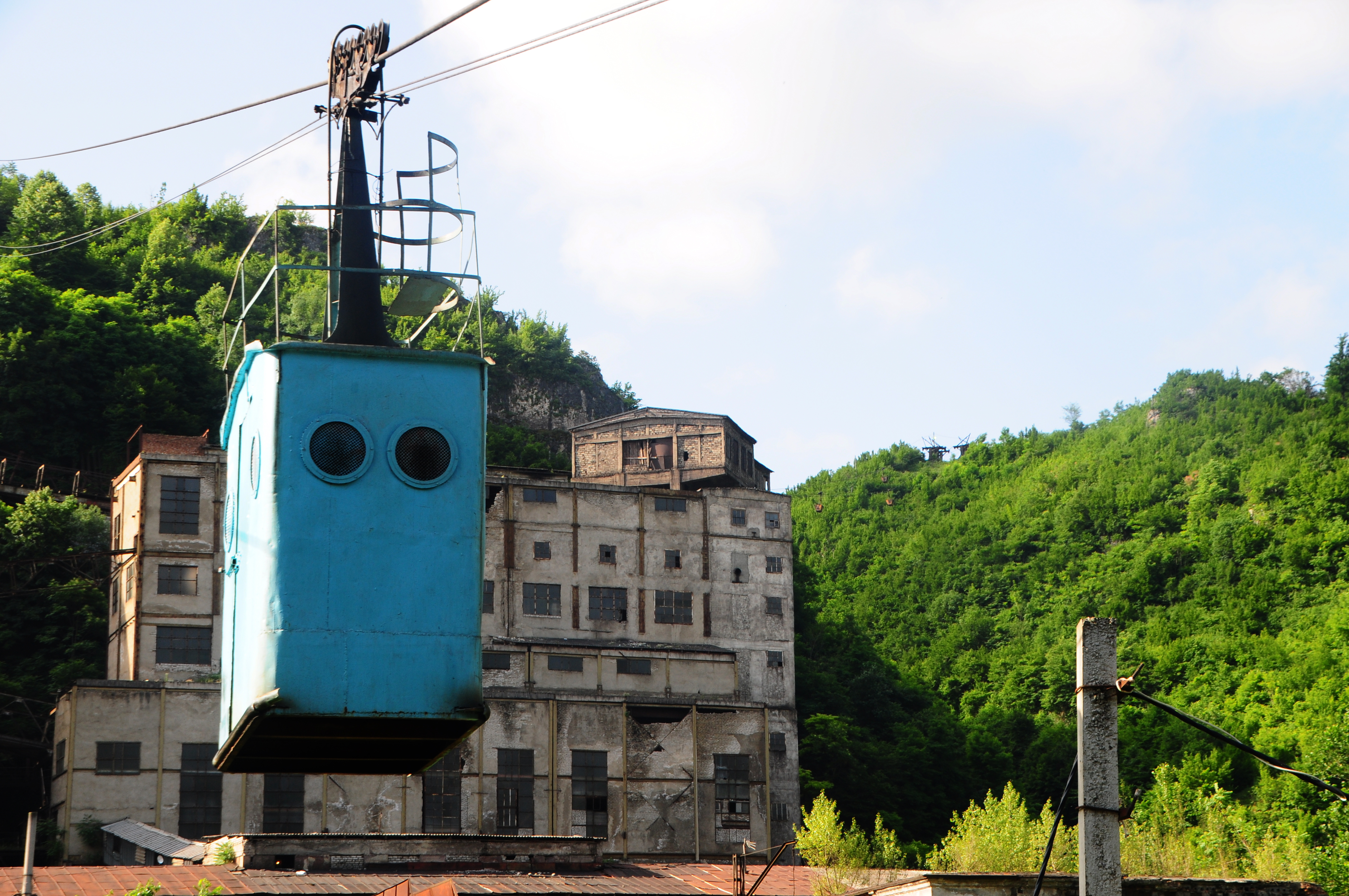
Wagonik w Cziaturze

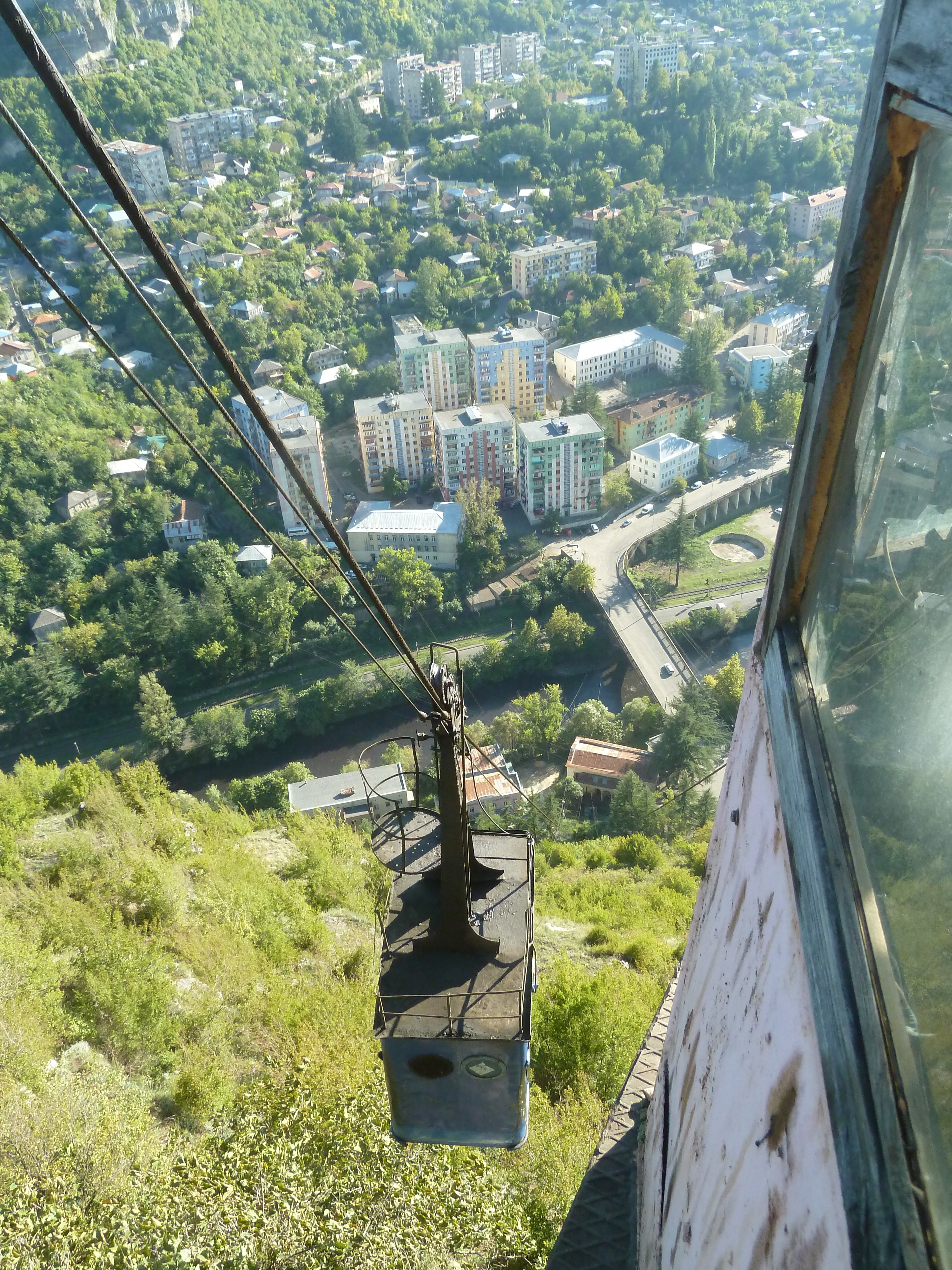
Widok z wagonika na miasto Cziatura

### Kolej linowa w Cziaturze
Kolej linowa w Cziaturze wybudowana została w 1954 r., aby ułatwić dowóz górników do pracy – wydobycia manganu. System kolejek funkcjonuje w miasteczku do dziś. Pomimo fatalnego stanu technicznego i licznych awarii, miejscowi korzystali z nich aż do 2019 roku. W 2016 roku był planowany ich remont.

### Kolej linowa wBatumi[3]
Dwukilometrowa linia kolejki prowadzi z centrum miasta na niewielkie wzgórze Anuria. Przejazd trwa około 10 minut, a z gondoli kolejki rozpościera się widok na miasto. Kolej oddana do użytku w 2013 roku.

### Kolej linowa w Kutaisi[3]
Trasa kolejki w Kutaisi prowadzi z centrum miasta na wzgórze Gora. Wybudowana została w 1961 roku. Długość trasy to około 300 metrów, a różnica wysokości pomiędzy stacją początkową a końcową 50 metrów.

### Kolej linowa w Bordżomi[3]
Kolej linowa w Bordżomi przewozi turystów z Parku Zdrojowego na Wzgórze Zdrojowe. W pobliżu górnej stacji kolejki stoi diabelski młyn. Przejazd trwa kilka minut. Wyremontowana w 2005 roku kolej kursuje tylko w sezonie. Pomimo remontu pasażerów nadal przewozi wagonik z czasów ZSRR.

## Systemy metra
W Gruzji funkcjonuje jeden system metra w stolicy, Tbilisi.

## Koleje dziecięce[3]
Krótkie linie obsługiwane przez dzieci należały do atrakcji wielu miast w byłym ZSRR.

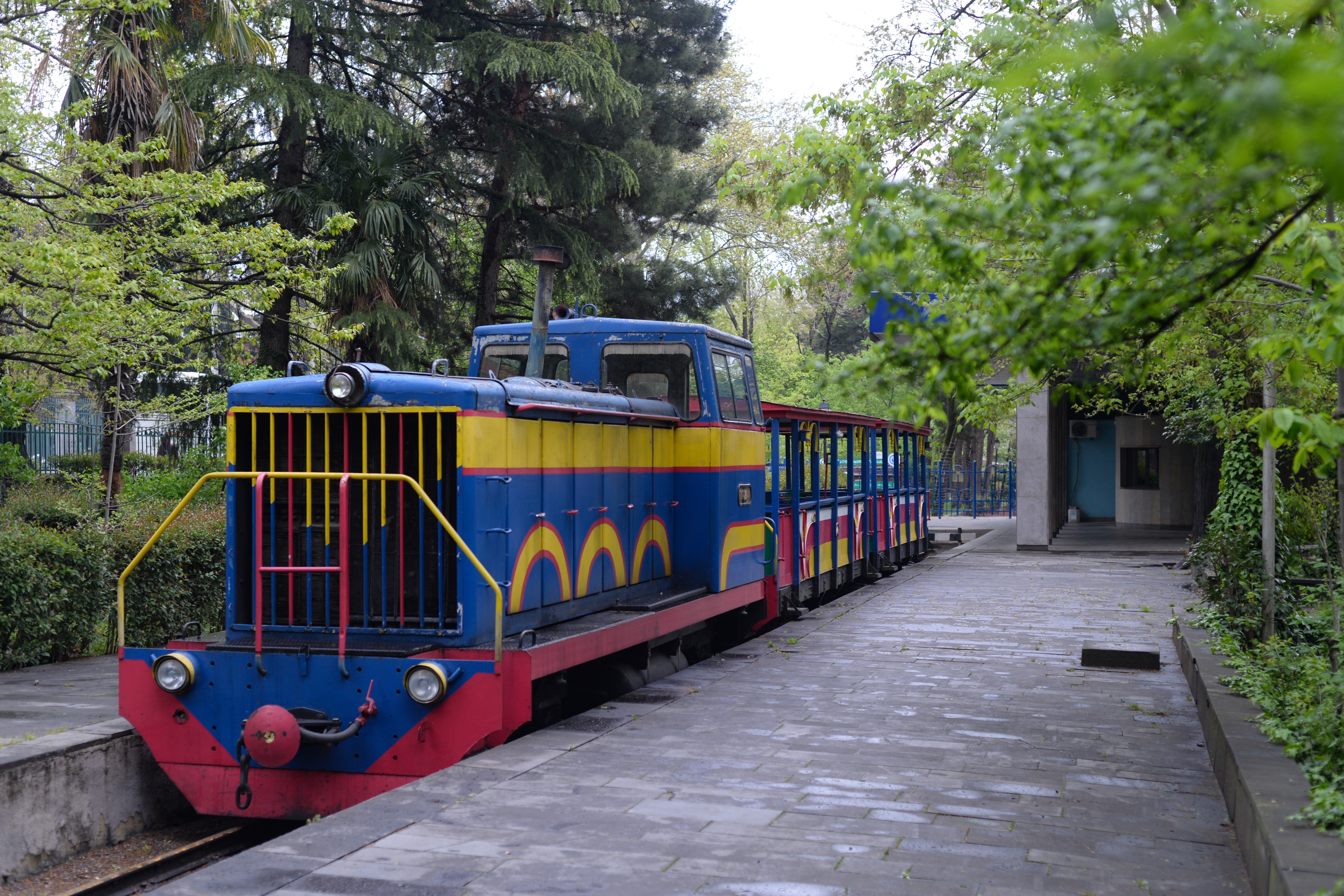
Kolej dziecięca w Tbilisi, 20.04.2019 r.

### Kolejka dziecięca w Tbilisi
Tbilisi odegrało w dziejach kolei dziecięcych dużą rolę – to tutaj uruchomiono pierwszą tego typu kolej na świecie już w 1935 roku. Linia o długości 1200 metrów była obsługiwana przez lokomotywy parowe, a od lat 50. XX w. przez lokomotywy spalinowe. W latach 90. XX w. kolejkę dotknął kryzys i wydawało się, że zostanie zlikwidowana. – przez dwa lata w ogóle nie kursowała. W 1999 zrekonstruowano tabor i kolej kursuje wokół parku Mushtaidi niedaleko centrum Tbilisi.

### Kolejka dziecięca w Poti
Niewiele wiadomo o kolei dziecięcej w Poti. Kolej dziecięca kursowała po trasie o długości 3 kilometrów w parku Maltakva pomiędzy stacjami „Maltakva plaża” a „Pionierska”. Oddana do użytku w połowie lat 80. XX w. została zamknięta najprawdopodobniej w 1991 roku.

### Kolejka dziecięca w Rustawi
Popularna była również kolej dziecięca w Rustawi. Uroczyście otwarta 19 lipca 1987 kursowała po pięciokilometrowej trasie w dolinie rzeki Mtkvari. Nie wiadomo nic o obecnym stanie. Prawdopodobnie została zamknięta w latach 90. XX w. Wagony dla kolei zostały wyprodukowane w zakładach PAFAWAG. W latach 2002–2003 powstał projekt mający na celu odbudowę kolei w Rustawi, jednak po początkowych pracach remontowych projekt ustał i nic nie wiadomo o jego wynikach.

## Galeria

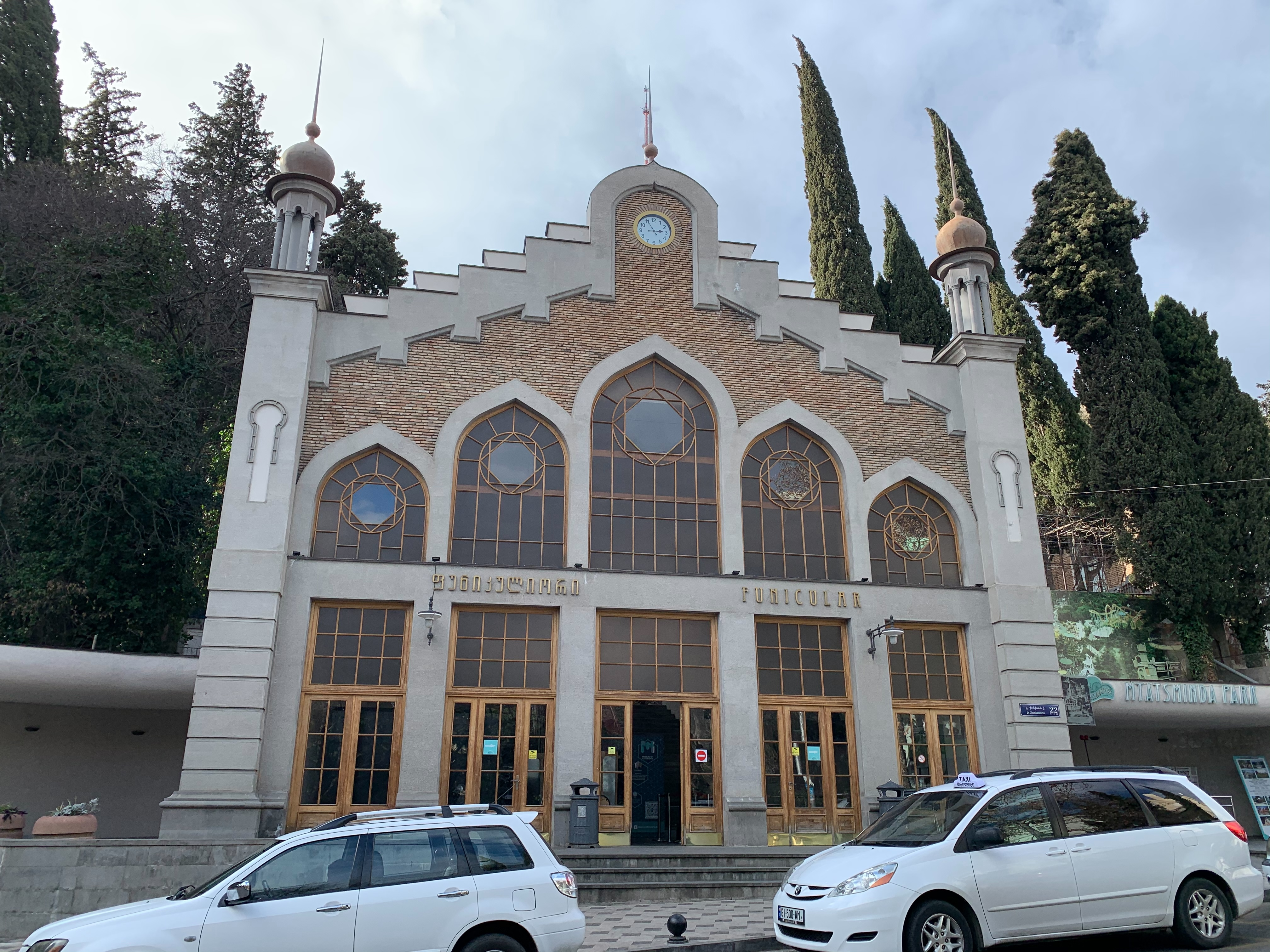
Stacja dolna kolei linowo-terenowej w Tbilisi
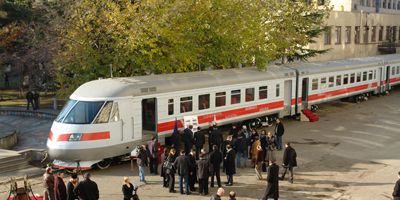
Nowy gruziński pociąg, 2006 r. – zewnątrz
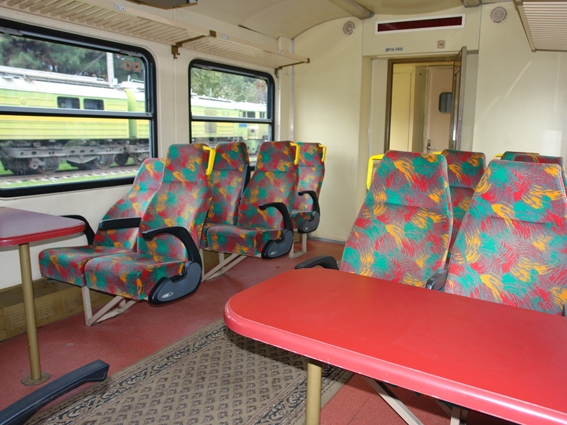
Nowy gruziński pociąg, 2006 r. – wewnątrz
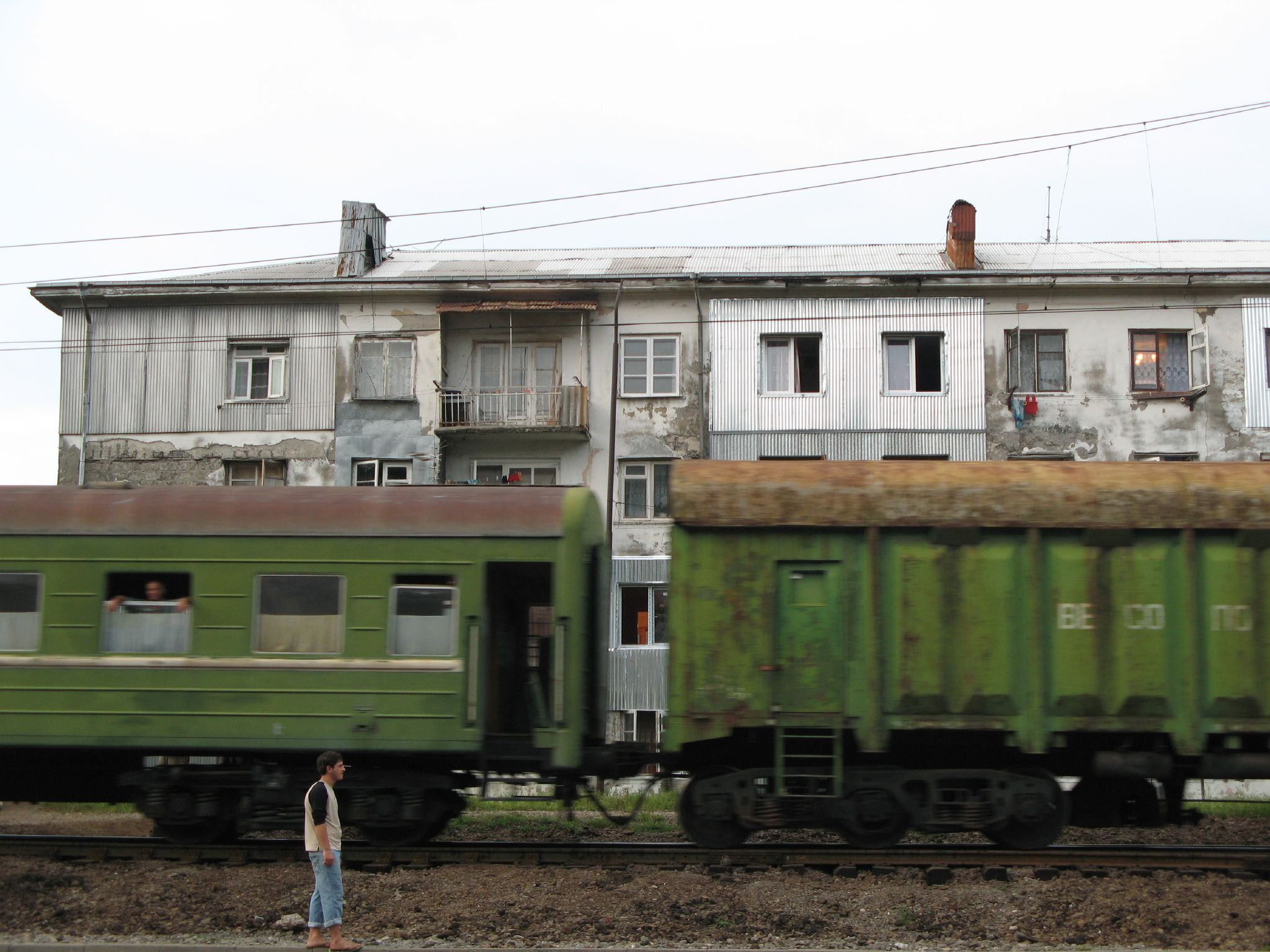
Pociąg w Batumi
Pociąg sezonowy – Batumi-Erywań
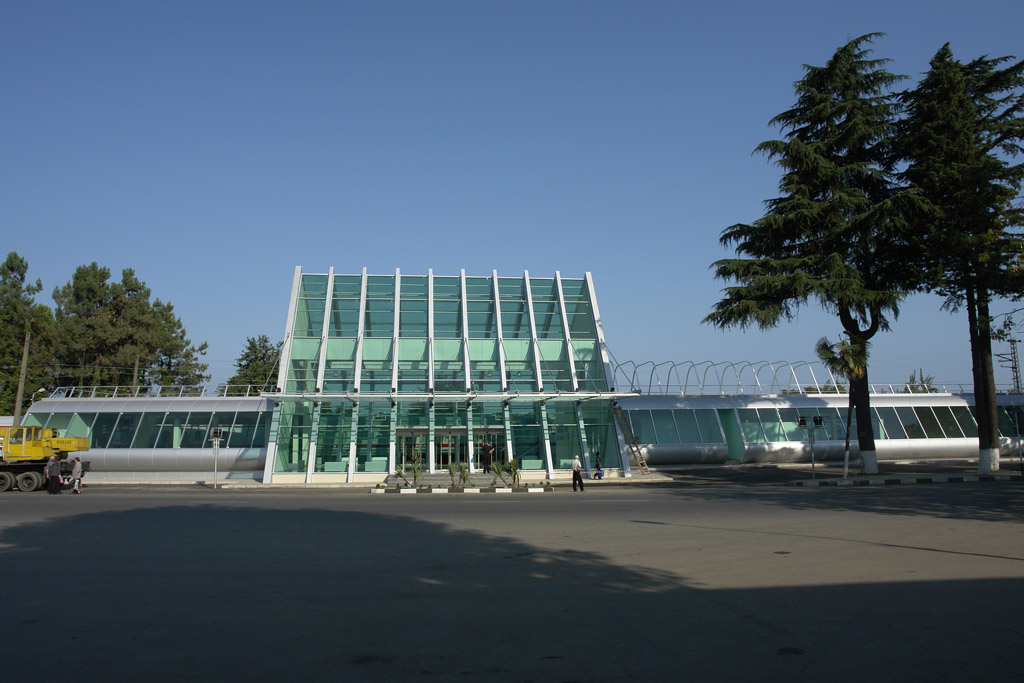
Dworzec na stacji kolejowej Batumi, 2006 r.
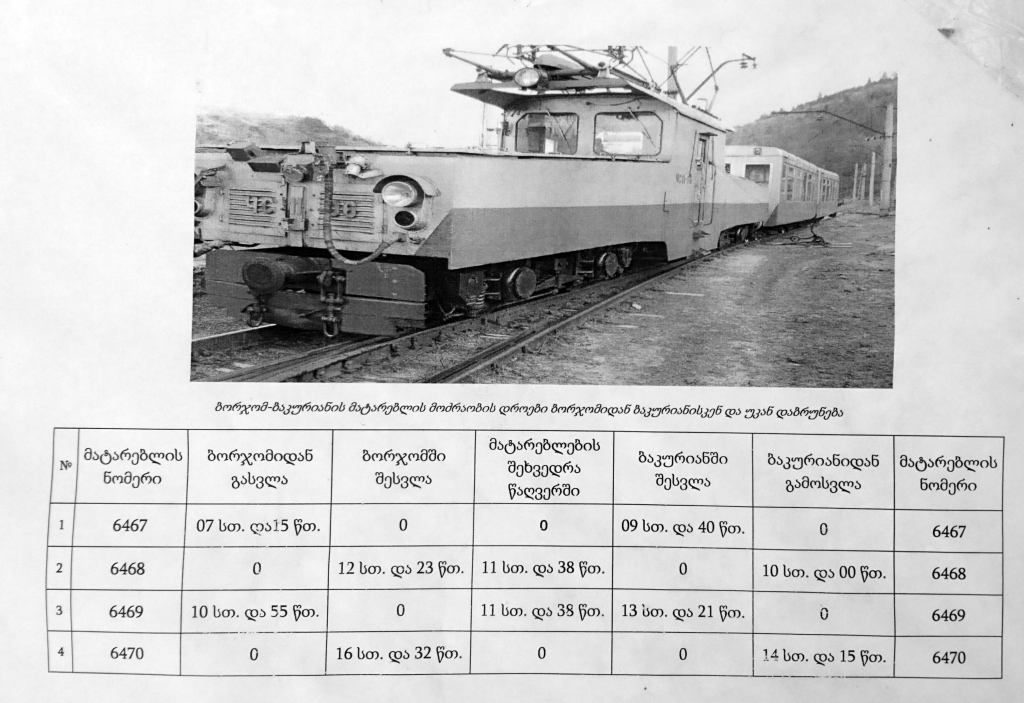
Rozkład jazdy pociągu Bordżomi-Bakuriani
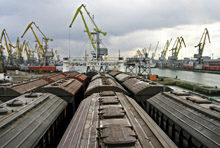
Terminal kolejowy, port w Poti